# European Beer Consumers' Union
La European Beer Consumers' Union (conosciuta anche come EBCU), è un'organizzazione indipendente di consumatori internazionali, non religiosa e apolitica, ed è stata fondata nel maggio 1990 a Bruges da tre organizzazioni di consumatori nazionali europee della birra, la CAMRA (Regno Unito), l'Objectieve Bierproevers (Belgio) e il PINT (Paesi Bassi). Nel marzo del 2002 l'Objectieve Bierproevers è stato rimpiazzato dallo ZYTHOS.

## Obiettivi
Il sindacato della compagnia a livello europeo ha come obiettivo di:
- Conservare le tradizioni nella cultura europea della birra, particolarmente nei produttori regionali e locali che usano i metodi tradizionali.
- Promuovere le birre e i birrifici compresi quelli locali e nazionali, gli stili della birra e supportare le piccole fabbriche di birra per impedirne l'assorbimento nelle società multinazionali.
- Rappresentare i bevitori di birra per assicurarsi che i consumatori ricevano birre di qualità ed utilizzazione delle risorse e scelta nel mercato.

## Membri associati (2016)
La European Beer Consumers' Union ha 14 componenti:
| Stato       | Acronimo | Nome organizzazione                              | Fondazione |
| ----------- | -------- | ------------------------------------------------ | ---------- |
| Svizzera    | ABO      | L'Association des Buveurs d'Orge                 | 1991       |
| Austria     | BierIG   | BierIG Österreich                                | 2002       |
| Irlanda     |          | Beoir                                            | 2010       |
| Polonia     |          | Bractwo Piwne                                    | 1995       |
| Regno Unito | CAMRA    | Campaign for Real Ale                            | 1971       |
| Danimarca   | DBE      | Danske Ølentusiaster                             | 1998       |
| Norvegia    | NORØL    | Norske Ølvenners Landsforbund                    | 1993       |
| Finlandia   |          | Olutliitto                                       | 1992       |
| Rep. Ceca   | SPP      | Sdružení přátel piva                             |            |
| Svezia      | SÖ       | Svenska Ölfrämjandet                             | 1985       |
| Paesi Bassi | PINT     | Vereniging Promotie Informatie Traditioneel Bier | 1980       |
| Italia      |          | Unionbirrai                                      | 1999       |
| Belgio      | ZYTHOS   | Zythos                                           | 2003       |
| Italia      | MoBI     | Movimento Birrario Italiano                      | 2009       |

## Curiosità
In giugno 2008 tutte le organizzazioni hanno firmato su una costituzione scritta, un punto di riferimento nella cooperazione europea che prova che la birra conduce dove altre temono di percorrere.
La costituzione ha definito gli obiettivi e la struttura convenzionali, con la visione del presidente Terry Lock che ha definito il ruolo della birra tradizionale come componente principale di cultura, storia e vita quotidiana europea.